# Tratalias
Tratalias là một đô thị ở tỉnh Sud Sardegna trong vùng Sardegna, có cự ly khoảng 50 km về phía tây nam của Cagliari và khoảng 8 km về phía đông nam của Carbonia. Tại thời điểm ngày 31 tháng 12 năm 2004, đô thị này có dân số 1.122 người và diện tích là 31 km².
Tratalias giáp các đô thị: Carbonia, Giba, Perdaxius, Piscinas, San Giovanni Suergiu, Villaperuccio.